# 徳島自衛官変死事件
徳島自衛官変死事件（とくしまじえいかんへんしじけん）は、1999年（平成11年）12月25日、広島県から徳島県内の実家へ帰省中の海上自衛官が行方不明になり、2日後に阿南市の河川敷で遺体が発見された事件。

## 事件概要
1999年（平成11年）12月25日、海上自衛隊第1術科学校勤務の海上自衛官（当時33歳）は徳島県内の実家に帰省中で、この日は交際相手とドライブに出かけていた。交際相手の家に寄って送り届けたあと、消息を絶った。失踪直後、徳島県警察は路上に放置された自衛官の車を発見したが、事件とは考えず実家に連絡したのみであった。2日後の12月27日、自衛官の遺体が阿南市郊外の福井川河川敷で発見された。
県警は事件を自殺と断定、捜査を打ち切った。しかしマスコミや遺族の調査などで不審点が発見され、遺族は事件への疑念から殺人事件として2000年（平成12年）8月18日県警に捜査申入れ後、2001年（平成13年）6月27日に徳島地方検察庁に、2003年（平成15年）2月21日に県警に告訴。県警は2度の再捜査を行うが、同年11月19日、県警は殺害された疑いがないと再度判断。遺族は2004年（平成16年）10月8日、徳島検察審査会に審査を申し立てたが、翌2005年（平成17年）4月20日に不起訴相当と議決する。
その後も、遺族は調査を続けている。

## 現場状況と不審点
- 自衛官の車の屋根に傷が付いていた。警察側は「事故後、レッカーで移動する際に出来た傷」としているが、レッカー移動でこのような傷が付くことはまずないとされる。
- 遺体発見位置は、自衛官が飛び降りたとされる橋梁から4.2m離れており、橋からジャンプした場合にこれだけ遠くへ飛ぶ可能性は少ない。この橋梁には85cmもの欄干が存在したことから、事実上助走をつけ、走り幅跳びのように飛ぶことは不可能であり、また立ち幅跳びのジャンプ距離は世界大会出場選手でも3.5m程度である。
- 飛び降りた橋梁の欄干からは、自衛官の指紋が発見されておらず、前述した欄干の高さから、手を使わず乗り越えられるほど低くはなかった。
- 車を停車した位置から橋まで、自衛官の足跡が発見されていない。
- 徳島大学医学部の司法解剖で、死因は転落前に受けた胸部大動脈の損傷によるものと考えられた。当初警察発表では、帰宅途中、事故によりエアバッグが作動したため大動脈損傷を生じたとのことであった。しかし、事故発生場所は自衛官の実家へ帰宅する方角と逆方向にあたり、また警察が発表した衝突事故の現場から遺体発見現場までは8kmの距離があり、エアバッグが作動するほど損傷した車を、しかも長時間運転しなければ遺体発見現場に到達できないこと、エアバッグが作動しただけで大動脈損傷という大怪我を負うのかなど、この発表に対しては問題点が多く指摘されている。その他、遺族が依頼した医師の説明により、橋梁から落ちた際、自衛官は背中からではなく、尻から地面に付いたという見解もある。
- 警察発表による自殺の原因は「事故を起こし、車が壊れた腹立たしさから」というものである。
- 司法解剖の結果が判明する以前に、県警から自衛隊に、自殺と断定されたとの連絡が入った。
- 現場から発見された、本人が着用していたと思われる上着に円状の圧痕があったのを遺族が目撃。しかし、警察が回収して鑑定後、遺族に返却された際には圧痕が消えており、証拠品の取り扱いに問題がなかったか疑問視されるほか、警察側はその後「そのような圧痕はそもそもなかった」と、事実を覆す発表をしている。
- 現場付近では、たびたび暴走族による暴力行為が目撃されていた。事件発生当日も、自衛官の車とよく似た白いセダン車を、鉄パイプのような棒を振り回して追いかける暴走族が目撃されている。再捜査の段階で現場付近を車で通行した人物、トラック運転手の目撃証言があった。

## 関連書籍・参考資料
- 『お兄ちゃんは自殺じゃない』 新潮社 2002年12月 ISBN 4104571016 - 実妹が著述